# Celtis ehrenbergiana

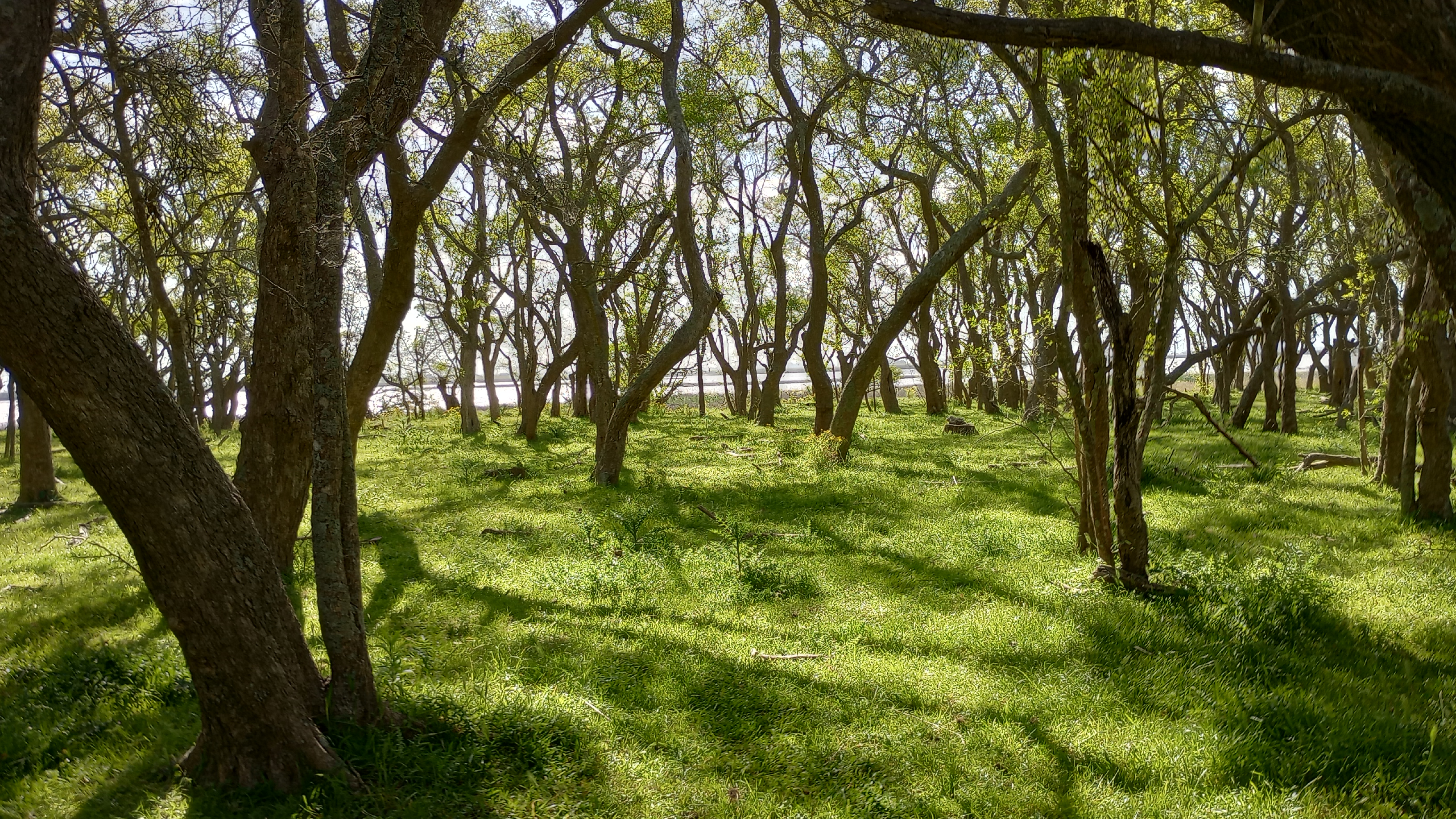
Monte añejo de tala (Celtis ehrenbergiana) en partido de Mar Chiquita, Provincia de Buenos Aires, Argentina. Foto tomada en el mes de noviembre 2022.

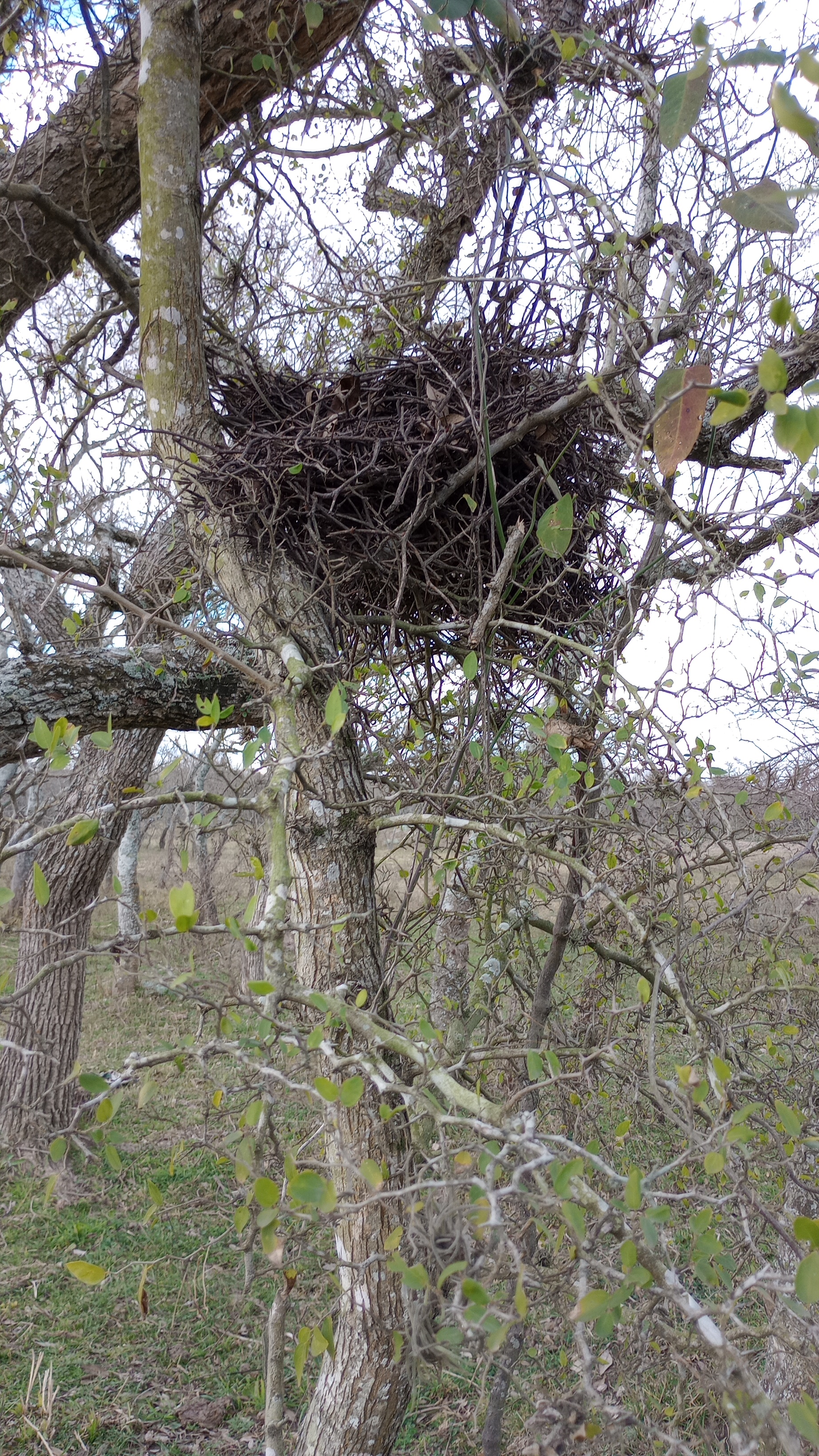
Ejemplar de Tala con nido.

Celtis ehrenbergiana, Celtis tala, o simplemente Tala, es una planta arbórea o arbustiva, nativa de América, que se encuentra desde América del Norte hasta el centro-sur de América del Sur. Está dotado de fuertes espinas (aunque no son de gran tamaño), y es uno de los componentes principales de los espinales de las praderas y montes del Gran Chaco y ciertas zonas de la llanura pampeana. Es apreciado por su madera dura y pesada, que produce excelente leña y se utiliza para artículos duraderos y de pequeño tamaño, ya que su tortuoso tronco no posee prolongados tramos en vertical.

## Descripción
Es una especie de porte mediano, entre 4 y 9 m de altura. Generalmente de porte arbóreo, la baja disponibilidad de agua, puede generar un porte más arbustivo (o de una especie similar). Está recubierto de una corteza clara, de color pardogrisáceo, que se vuelve dehiscente en los ejemplares adultos. Ramifica abundantemente, produciendo un denso enramado en zigzag con fuertes espinas geminadas en las axilas foliares, rectas, de hasta 15 mm de largo. Presenta hojas alternas, pecioladas, simples, con la lámina aovada de hasta 35 x 20 mm, la base redondeada y el margen aserrado en la región apical.

## Hábitat y distribución

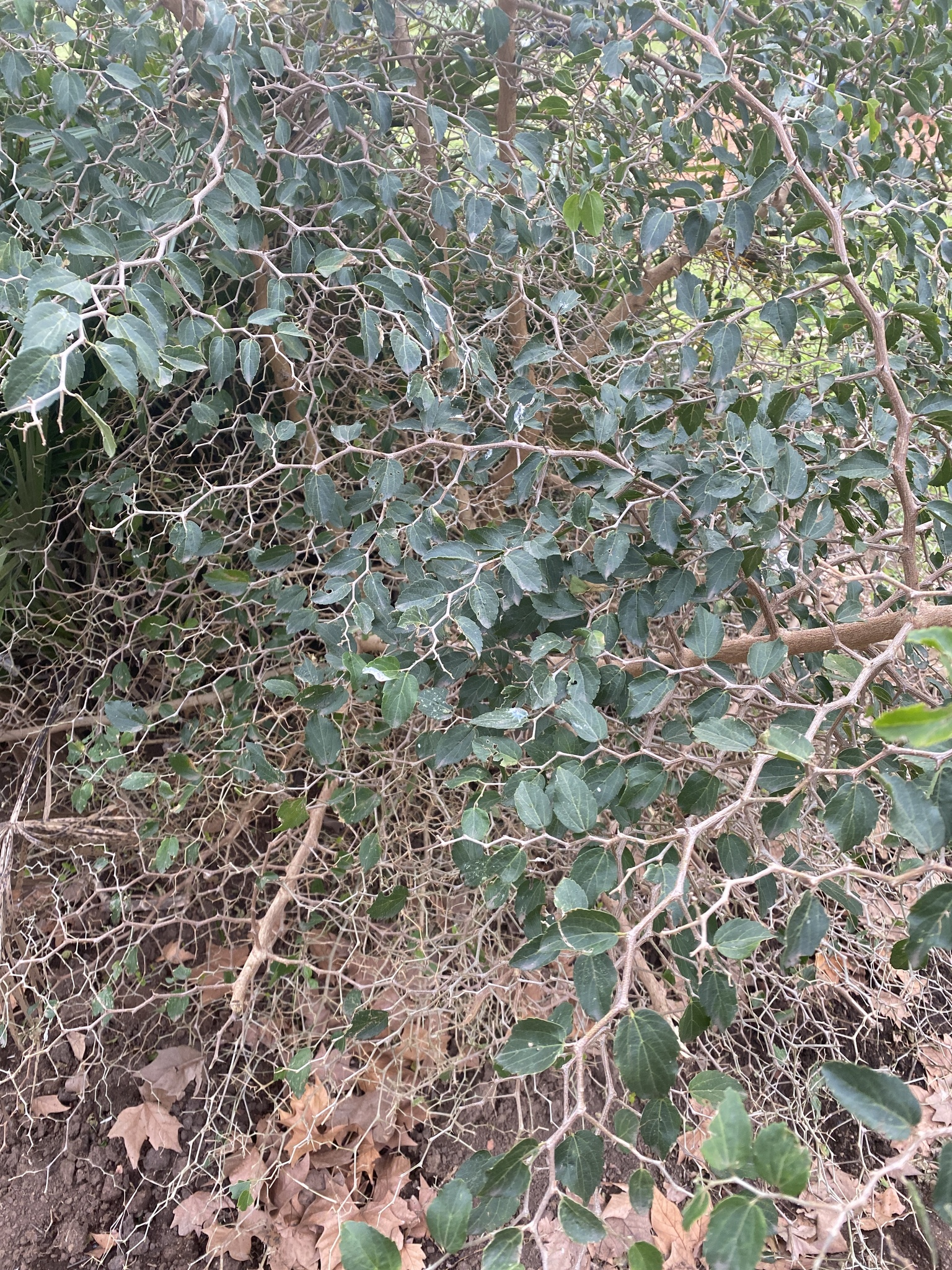
Celtis ehrenbergiana, "Tala", ramas en zig-zag, una espina por nudo

Se encuentra distribuido de forma discontinua desde los Estados Unidos hasta una zona del sur del interior de la Provincia de Buenos Aires, en el centro-este de la Argentina. Es una especie ampliamente presente en las barrancas costeras del río Paraná, formando la comunidad denominada subdistrito fitogeográfico del tala, una subvariante del distrito fitogeográfico del algarrobo, perteneciente a la provincia fitogeográfica del espinal. Mediante este subdistrito alcanza su distribución más austral, en los alrededores de Mar del Plata, en la costa marítima argentina. También, hasta los años cuarenta del siglo XX, fue común encontrarlo en la ciudad de Buenos Aires, uno de cuyos antiguos barrios, Villa Talar, llevó ese nombre justamente por la predominancia de este árbol, también la Ciudad de El Talar, la localidad de Troncos del Talar, como el nombre de la estancia del General Ángel Pacheco, conocida como el Talar de López o el Talar de Pacheco, todos unicados en el Partido de Tigre. En la provincia de Jujuy, una localidad lleva su nombre. En la ciudad de Mendiolaza, provincia de Córdoba, hay un barrio llamado El Talar de Mendiolaza. En la provincia de Entre Ríos se encuentra el Departamento de Rosario del Tala. En el departamento de Canelones, Uruguay se encuentra la ciudad de Tala, también obtiene su nombre de este árbol por la fuerte presencia en la zona.
En la región semiárida de Argentina y las sierras pampeanas, se lo puede encontrar fácilmente ya que sus semillas germinan con facilidad de forma natural.
Prefiere suelos secos o moderadamente húmedos, con buen drenaje y calcáreos.

## Valor histórico y cultural
Dado su valor histórico y cultural, en agosto de 2015 fue declarado "Árbol emblemático" de la Ciudad Autónoma de Buenos Aires por ley de su Legislatura.

## Uso

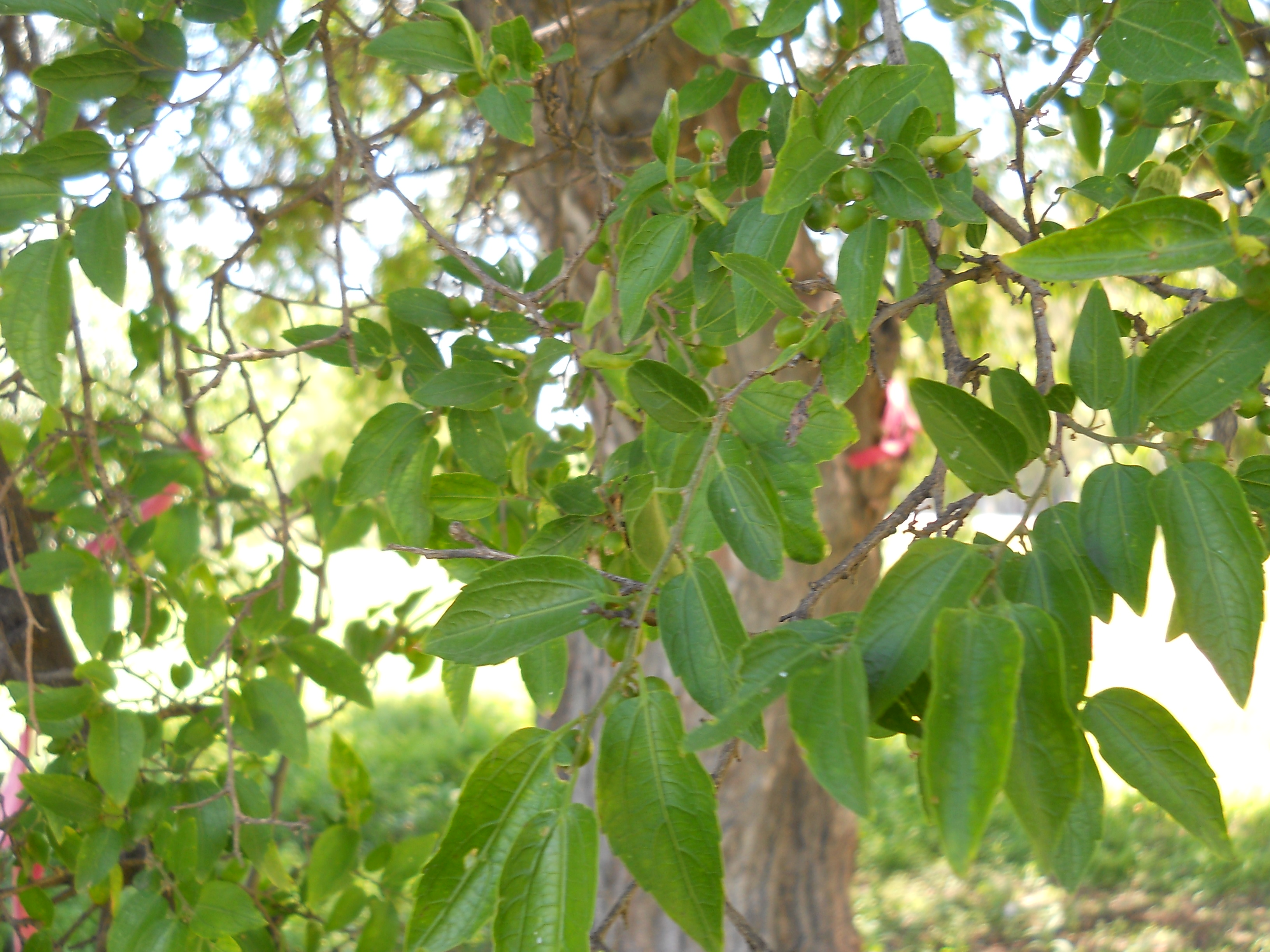
Detalle de sus hojas y fruto.

La madera del tala es dura y pesada; sólo la pequeña envergadura de su tronco impide su uso en grandes piezas. Se emplea para tareas de ebanistería de poco tamaño, como cabos de herramienta, o como leña y para la elaboración de carbón.
Su fruto es comestible a pesar de no valorarse comercialmente.
Ecológicamente, su densidad permite el desarrollo de una rica fauna en los talares. Anidan en él la calandria (Mimus saturninus), el chotoy (Schoeniophylax phryganophila), la cotorra común (Myiopsitta monacha), el espinero pecho manchado (Phacellodomus striaticollis), el hornero (Furnarius rufus), el leñatero (Anumbius annumbi) y el zorzal colorado (Turdus rufiventris). Sus hojas sirven de alimento a la oruga de la mariposa "Zafiro" (Doxocopa laurentia), "Zafiro del Talar" (Doxocopa seraphina Hübner), "Picuda" (Libytheana carinenta carinenta), "Frotadora-Oscura común" (Calycopis caulonia) y "Bellísima común" (Hypanartia bella).

## Taxonomía
Celtis tala fue descrita por Gillies ex Planch. y publicado en Annales des Sciences Naturelles; Botanique, sér. 3 10: 310. 1848.
En Argentina se reconocen cuatro especies pertenecientes al subgénero Mertensia Planch que generaba confusión al momento de identificarlos, por lo que se procedió a identificarlos morfológicamente concluyendo que bajo el nombre Celtis ehrenbergiana, se englobaba a Celtis tala, y dos variedades de Celtis pallida: pallida (ppdd), y discolor Hunz. & Dottori.
Sinonimia
- Celtis cinerea Torr.
- Celtis sellowiana Miq.
- Celtis weddelliana (Planch.) Romanczuk
- Mertensia texana Trécul ex Planch.
- Momisia integrifolia Wedd.[6][7]